# Sidensjö landskommun
Sidensjö landskommun var en tidigare kommun i Västernorrlands län. Centralort var Sidensjö.

## Administrativ historik
Sidensjö landskommun inrättades den 1 januari 1863 i Sidensjö socken  i Ångermanland  när 1862 års kommunalförordningar trädde i kraft.
Den upphörde vid kommunreformen 1952, då den uppgick i Nätra landskommun. Sedan 1971 tillhör området Örnsköldsviks kommun.

## Kommunvapen
Sidensjö landskommun förde inte något vapen.

## Politik

### Mandatfördelning i valen 1938-1946
| 2 | 11 | 6 | 3 | 3 |

| 25 |

| 2 | 12 | 5 | 4 | 2 |

| 25 |

| 4 | 9 | 7 | 4 |  |

| 25 |

### Fotnoter
1. ↑  Per Andersson: Sveriges kommunindelning 1863-1993, Draking, Mjölby 1993, ISBN 91-87784-05-X, s. 92